# نورس أبو صالح
نورس أبو صالح مخرج فلسطيني اشتهر إثر مشاركته في مهرجان كان السينمائي عن فيلمه القصير هدنة ضمن عروض المهرجان في زاوية الأفلام القصيرة.

## مسيرته
بدأ نورس أبوصالح مسيرته بإخراج عدد من الفيديو كليبات الوطنية والملتزمة وتنقل بين أكثر من قناة فضائية، وقد اعتبرت مشاركته في مهرجان كان السينمائي هي نقطة التحول لديه في عالم السينما، فقد قام في عام 2012 بكتابة وتصوير فيلم معطف كبير الحجم وهو فيلم درامي طويل 124 دقيقة والذي انتهى تصويره مع بداية 2013 واستمرت عمليات المونتاج والتلوين سنة تقريبا، واطلق الفيلم في عام 2015 في عمان. الفيلم يتناول القضية الفلسطينية بين عامي 1987 إلى عام 2006، وكان بمشاركة مجموعة من النجوم الفلسطينيين والأردنيين. شارك الفيلم في مهرجان فلسطين للأفلام في امستردام كفيلم الافتتاح.
وفي تلك الفترة قام المخرج الفلسطيني بكتابة وإخراج فيلم «ليلة السقوط» وهو فيلم درامي قصير بطول 24 دقيقة والذي يتحدث عن ليلة سقوط النظام الحاكم في سوريا، قام ببطولة الفيلم: الفنان السوري عبد الحكيم قطيفان والفنان الأردني أحمد العمري.
للمخرج عدة أفلام وثائقية منها فيلم «سقوط الجولان» ضمن سلسلة الصندوق الأسود لصالح قناة الجزيرة الفضائية وكذلك فيلم صبارين والذي يتحدث عن القرى المهجرة في فلسطين عام 1948 .
يقوم المخرح نورس أبوصالح بعقد العديد من الندوات وتقديم ورشات عمل صناعة أفلام حول العالم، منها ورشة صناعة الأفلام في مركز الجزيرة للتدريب والتطوير بالتعاون مع NYFA أكاديمية نيويورك لصناعة الافلام، وكذلك كان مشرفا ومحاضرا لصناعة الافلام في المعهد الأسترالي SAE AMMAN .

## أفلامه
- 2013, معطف كبير الحجم
- 2014, ليلة السقوط

## روابط خارجية
- نورس أبو صالح على موقع IMDb (الإنجليزية)
- نورس أبو صالح على موقع كينوبويسك (الروسية)

- نورس أبو صالح في موقع ImDB